# Коста-Дорада

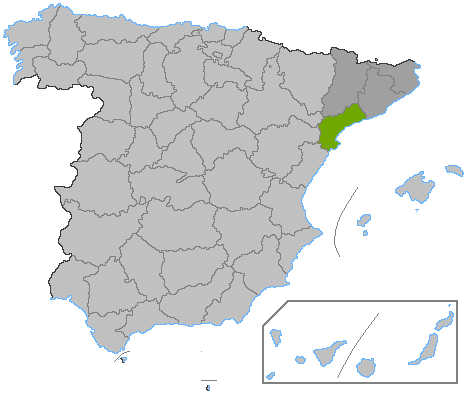
Коста-Дорада

Ко́ста-Дора́да (ісп. Costa Dorada, кат. Costa Daurada — «золоте узбережжя») — відрізок узбережжя Балеарского моря (частина Середземного моря) в північно-східній Іспанії, простягається на 200 км від Віланови-і-ла-Желтру на півночі до розташованого в дельті річки Ебро міста Альканар на півдні. Коста-Дорада охоплює все узбережжя провінції Таррагона.
На відміну від розташованої північніше Коста-Брава, для Коста-Дорада типові довгі і пологі піщані пляжі, що створюють ідеальні умови для туризма і відпочинку. Співвідношення пляжів і кам'янистого узбережжя в Коста-Дорада набагато краще, ніж в інших іспанських приморських регіонах. Вхід у воду на більшості пляжів пологий.
Одна з головних туристичних пам'яток Коста-Дорада — парк атракціонів Порт Авентура в місті Салоу.

## Популярні міста на Коста-Дорада
- Ла Пінеда
- Салоу
- Таррагона

## Історія виникнення
Назва «Коста Дорада», яка об’єднала прибережні ділянки та різноманітні туристичні маршрути, виникла в 1964 році в рамках ініціативи Міністерства інформації та туризму щодо створення «Реєстру геотуристичних позначень» з метою зміцнення та організації туристичних ресурсів Іспанії, які швидко розвиваються, що зазначено в міністерському наказі від 9 березня 1971 стор.23.
Назва з туристично-комерційним відтінком пов’язана з характерним кольором піску його пляжів під сонячним світлом.